# Resolution 1697 des UN-Sicherheitsrates
Die Resolution 1697 des UN-Sicherheitsrates ist eine UN-Resolution, durch die das Mandat der UNIFIL-Truppe (United Nations Interim Force in Lebanon) für die Dauer eines Monates, bis zum 31. August 2006 verlängerte. Die Resolution wurde am 31. Juli 2006 bei der 5501. Sitzung des Sicherheitsrats beschlossen. Sie ist im Wesentlichen nur formaltechnischer Art und beinhaltet keinerlei Sanktionen. Der Text mahnt Respekt für die Mission an und drückt Besorgnis für die Sicherheit ihrer Angehörigen an. Damit wird insbesondere auf die Feindlichkeiten während des Libanonkrieg 2006 Bezug genommen. Während der 34 Tage andauerten Gefechte wurden insgesamt sechs UNO-Angehörige getötet und sechs weitere verletzt worden.
Am 11. August 2006 wurde die Resolution 1701 des UN-Sicherheitsrates verabschiedet, mit welcher das Mandat der UNIFIL-Truppe grundlegend erweitert wurde.

## Text der Resolution
Der Sicherheitsrat,

Bezugnehmend auf all seine früheren Resolutionen über den Libanon, einschließlich der Resolutionen 425 (1978) und 426 (1978) vom 19. März 1978 und 1655 (2006) vom 31. Januar 2006, sowie die Stellungnahmen seines Präsidenten über die Situation im Libanon, insbesondere die Stellungnahme vom 18. Juni 2000 (S/PRST/20000/31);

Ausdrückend die erheblichsten Bedenken über die Eskalation der Feindlichkeiten im Libanon und Israel seit dem 12. Juli 2006;

Von dem Brief notiznehmend, datiert am 7. Juli 2006 (S/2006/496) vom Chargé d'affaires der Ständigen Vertretung des Libanon bei den Vereinten Nationen, an den Generalsekretär die Anfrage richtend, daß der Sicherheitsrat das Mandat von UNIFIL für eine weitere Periode von sechs Monaten verlängere;

Den Bericht des Generalsekretärs über UNIFIL vom 22. Juli 2006 (S/2006/560) untersucht habend, einschließlich seiner Beobachtungen, daß als ein Ergebnis der andauernden Feindlichkeiten entlang der Blauen Linie UNIFIL unfähig geworden ist, seine Aktivitäten effektiv auszuführen und in diesem Zusammenhang kenntnisnehmend von der Empfehlung des Generalsekretärs, daß das Mandat der Streitkraft um eine Periode von einem Monat ausgedehnt werden solle, abhängig von Überlegungen anderer Optionen für zukünftige Regelungen im Südlibanon;

Ermahnt alle betroffenen Parteien ohne zögern ihren Verpflichtungen nachzukommen, die Sicherheit von UNIFIL und anderem Personal der Vereinten Nationen zu respektieren, und die Durchführung aller Aktionen zu unterlassen, die Personal der Vereinten Nationen gefährden könnten und ruft sie auf, der Streitkraft die Wiederbesetzung ihrer Positionen, die Durchführung von Such- und Rettungsoperationen zugunsten ihres Personals zuzulassen und jede andere Maßnahme zu ergreifen, welche der [UNIFIL-]Streitkraft notwendig erscheint, um die Sicherheit ihres Personals zu gewährleisten;

Entscheidet, das Mandat von UNIFIL bis zum 31. August 2006 zu verlängern;

Entscheidet, aktiv von der Sache eingenommen zu bleiben.